# RAAF Base Pearce
RAAF Base Pearce (engelska: Bullsbrook Pearce Amo) är en flygplats i Australien. Den ligger i kommunen Swan och delstaten Western Australia, omkring 35 kilometer nordost om delstatshuvudstaden Perth.
Närmaste större samhälle är Bullsbrook, nära RAAF Base Pearce. 
Trakten runt RAAF Base Pearce består till största delen av jordbruksmark. Runt RAAF Base Pearce är det ganska tätbefolkat, med 75 invånare per kvadratkilometer. Genomsnittlig årsnederbörd är 763 millimeter. Den regnigaste månaden är juli, med i genomsnitt 131 mm nederbörd, och den torraste är december, med 14 mm nederbörd.